# تشارلز برونسون
تشارلز برونسون (بالإنجليزية: Charles Bronson)‏ واسمه عند ولادته كان (تشارلز دينيس بوتشينسكي) (Charles Dennis Buchinsky) الاسم الليتواني  - حيث أصل والديه - هو Karolis Bučinskis
وقد (ولد في 3 نوفمبر 1921 - وتوفي في 30 أغسطس 2003) عن عمر 81 سنة. ممثل أمريكي عرف بأدوار «الفتوة» إذ أن معظم أدواره كانت إما دور محقق البوليس أو راعي البقر أو الجندي أو الملاكم أو رجل المافيا.

## حياته
ولد برونسون في إيرنفيلد، بنسلفانيا في مدينة تشتغل بتعدين الفحم. وكان ترتيبه الطفل رقم 11 من إجمالي 15 طفل ولدوا لأب مهاجر من أصل ليتواني تتري وأم ليتوانية- أمريكية. وكان والده من المدينة الليتوانية Druskininkai
مات والده وهو في سن العاشرة من عمره ومن ثم ذهب برونسون للعمل في مناجم الفحم ليحذو حذو أخوته الأكبر إلى أن تم تسريحه ليتجند في الجيش في الحرب العالمية الثانية. وكان يكسب دولار واحد لكل طن من الفحم يتم تعدينه. وكانت عائلته شديدة الفقر لدرجة أنه في إحدى المرات اضطر للبس فستان أخته للذهاب للمدرسة لأنه لم يكن لديه ما يرتديه.
وهناك تضارب في الأقوال في مسألة التحاقه بالقوات الجوية بين ما أعلنه هو من أنه خدم في نورث فيلد، غوام حيث اشترك في هجمات ضد اليابان، وبين ما أعلنه صحفي أمريكي من أنه كان يقود شاحنة للجيش في كينجمان أريزونا.

## مشواره الفني في عالم التمثيل

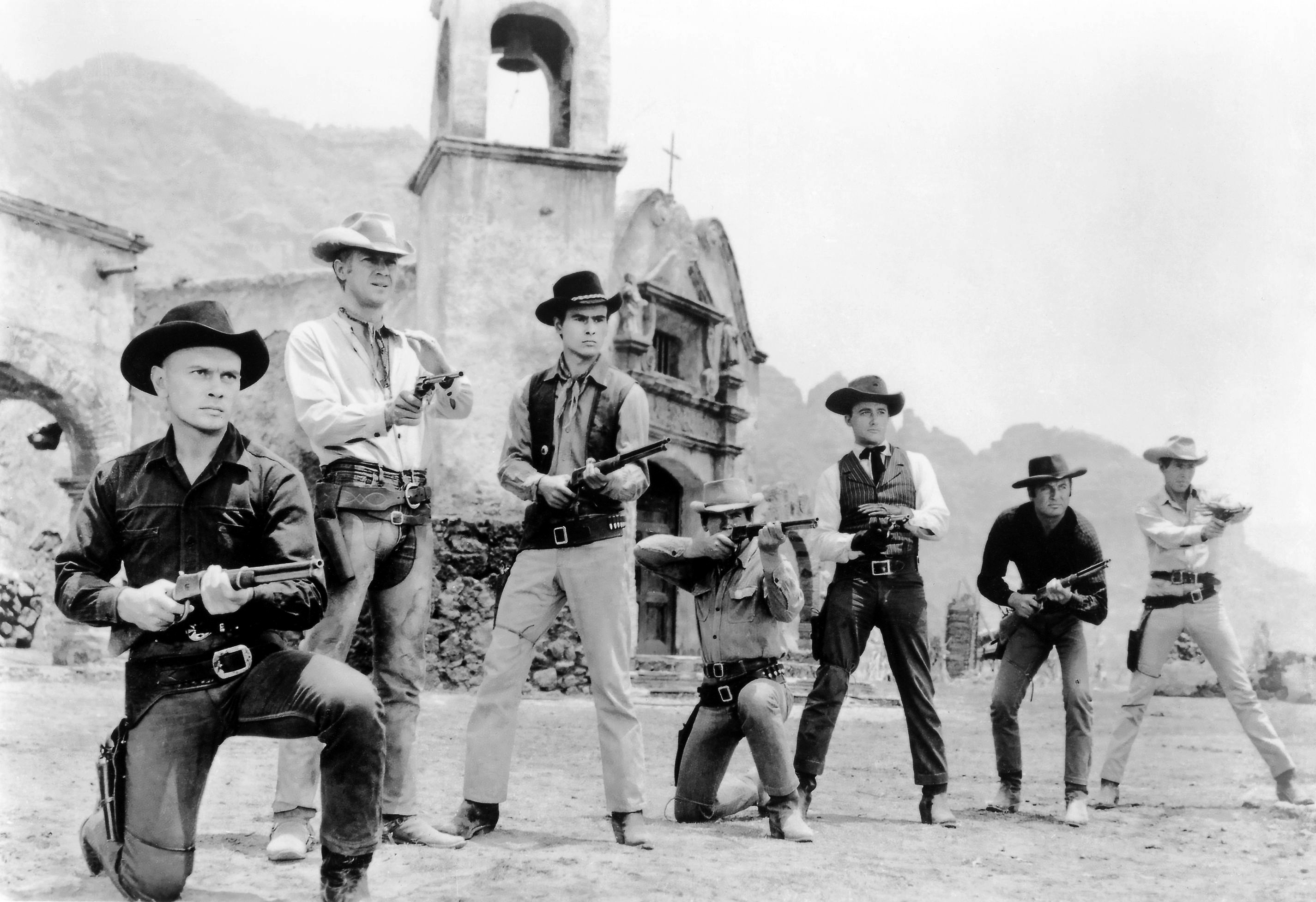
تشارلز برونسون في صورة دعائية لطاقم فيلم "العظماء السبعة" عام 1960

وبعد الحرب قرر أن يتابع حلمه في عالم التمثيل ولم يكن ذلك ناتجاً عن حبه للفن وإنما لأن عينيه معلقتان بالمقابل المادي الذي قد يحققه من عمله بالتمثيل. كان برونسون زميلاً في السكن للممثل جاك كلوغمان الذي كان ممثلاً صاعداً في ذلك الوقت. ولاحقاً قال كلاجمان أن برونسون كان جيداً في كوي الملابس. كان أول ظهور له على الشاشة، والذي لم يذكر، في دور بحار في فيلم «أنت في البحرية الآن» You're in the Navy Now في عام 1951. وفي عام 1952 لاكم في الحلبة مع روي روجرز في روجرز شو نوك أوت.
وخلال المحاكمات الماكرثية، غير لقبه إلى «برونسون» حيث أن الأسماء التي لها وقع «سلافي» كانت محل شك في ذلك الوقت. وقد استلهم الاسم من اسم «بوابة برونسون» في استوديوهات بارامونت، وهو الاستدوديو الذي يقع على جانب شارع ميلروز أفنيو وشارع برونسون. أحد أوائل ظهوره على الشاشة كانت في دور خادم «فينسنت برينس» في فيلم الرعب الكلاسيكي بيت من الشمعHouse of Wax عام 1953
وقد ظهر برونسون على شاشة التليفزيون في الخمسينات والستينات، وشمل ظهوره عدة أدوار رئيسية في 3 أجزاء من مسلسلات ألفريد هيتشكوك وهي: «وهكذا ماتت ريابوشينسكا» "And So Died Riabouchinska" (1956)
و«كانت هناك امرأة عجوز» (1956) "There Was an Old Woman" و«المرأة التي أرادت أن تحيا» (1962)
"The Woman Who Wanted to Live". كما شارك النجمة إليزابيت مونتجومري البطولة في الجزء الثاني من مسلسل: «ذا توايلايت زون» The Twilight Zone عام 1961
وبدءاً من عام 1958 إلى 1960 لمع برونسون في المسلسل البوليسي من إنتاج شركة ABC : «رجل ومعه كاميرا» Man With A Camera حيث لعب برونسون شخصية «مايك كوفاك» 'Mike Kovac'المصور العسكري السابق الذي يعمل بشكل حر في مدينة نيويورك. حيث كانت تطلب الشرطة من كوفاك القيام بعمليات لحسابها والتي غالباً ما وضعته في خطر ما. وأيضاً على نفس الشبكة اجتذب برونسون الانتباه عام 1963 في دور «لينك» Linc قائد العربة العنيد في مسلسل الغرب الأمريكي التليفزيوني «سفرات جيمي ماكفيترز» The Travels of Jaimie McPheeters حيث شاركه التمثيل الممثل كيرت راسل عندما كان عمره 12 عاماً
وعلى الرغم من أنه بدأ عمله في الولايات المتحدة الأمريكية، إلا أن برونسون ظهر نجمه أولاً في الأفلام الأوروبية، حيث كان مشهوراً في أوروبا، وعرف هناك بإسمين: الإيطاليون أطلقوا عليه اسم" "Il Brutto«أي» القبيح«بينما أطلق عليه الفرنسيون اسم:»le sacré monstre«أي» الوحش المقدس. وعلى الرغم من أنه لم يكن قد لمع اسمه بعد في الولايات المتحدة، فإن هذه الشهرة على المستوى الأوروبي حصلت له جائزة غولدن غلوب Golden Globe عام 1971 بوصفه «الممثل الأكثر شعبية على مستوى العالم». وفي نفس العام تساءل ما إذا كان «خشناً أكثر عن اللازم» ليصبح نجماً في الولايات المتحدة الأمريكية.
تشمل أشهر أفلام برونسون فيلم الهروب الكبير عام (1963) حيث لعب دور «داني فلينسكي» Danny Velinski السجين البولندي الذي كان يلقب خلال الحرب بـ «ملك الأنفاق»، وكذلك فيلم «الدرزينة القذرة» The Dirty Dozen عام 1976 حيث لعب دور متهم معتقل محكوم عليه بالإعدام أثناء الحرب يدفع به في مهمة انتحارية في الحرب العالمية الثانية
ومن أفلام الغرب الأمريكي فيلم " العظماء السبعة" The Magnificent Seven (1960) والفيلم الملحمي " حدث ذات مرة في الغرب الأمريكي" Once Upon a Time in the West (1968) من إخراج سيرجيو ليون حيث لعب ومن شاركه البطولة أدوار أبطال الغرب الأمريكي الشرفاء الذين يحاربون من أجل هدف نبيل لمساعدة الضعفاء. وقد قال عنه سيرجيو ليون ذات مرة: إنه أعظم ممثل عملت معه ". وقد أراد ليون برونسون أن يعمل معه في الثلاثية " رجل بلا اسم " Man with No Name ، ولكن برونسون رفض في كل مرة دعاه فيها للعمل في هذه الثلاثية. وفي فيلم " أوقات عصيبة" Hard Times (1975) لعب دور ملاكم الشوارع الذي يكسب عيشه من مباريات ملاكمة المراهنات الغير قانونية في ولاية لويزيانا.
كما يذكر له الناس فيلم «أمنية الموت» Death Wish (1974)، أكثر الأفلام شهرة من مشوار ارتباطه الطويل مع المخرج مايكل وينر Michael Winner . لقد نتج عن هذا الفيلم عدة أجزاء كان هو بطلها، وفي هذه السلسلة لعب دور بول كيرسي Paul Kersey المهندس المعماري الناجح في مدينة نيويورك الذي يحيا حياة عادية حتى مقتل زوجته (التي لعبت دورها الممثلة هوب لانج Hope Lange) واغتصاب ابنته، ويصبح كيرسي مقاوماً متتبعاً للجريمة في الليل – وهو دور أثار ضجة حيث أن الإعدامات التي كان يقوم بها لقيت ترحيباً من المشاهدين الذين تعبوا من انتشار الجرائم في المجتمع. وبعد حادثة برنارد جويتز Bernhard Goetz الشهيرة عام 1984 نصح برونسون الناس بعدم تقليد هذه الشخصية.
وخلال الثمانينيات (سنوات 1980) قدم عدد من الأفلام مع شركات إنتاج أصغر وأشهرها شركة كانون فيلمزCannon Films وأفلام مثل «الشر الذي يقترفه البشر» The Evil That Men Do و«من العاشرة حتى منتصف الليل» 10 To Midnight التي هاجمها النقاد ولكن أمنت له دخلاً جيداً في الثمانينيات. وكان آخر أدوار بطولة تشارلز برونسون هو الجزء الخامس- «أمنية الموت: في وجه الموت» Death Wish V: The Face of Death

## حياته الخاصة
كان برونسون متزوجاً من الممثلة البريطانية جيل أيرلند من عام 1968 حتى وفاتها من جراء سرطان الثدي عن عمر 54 عام 1990. وكان قد قابلها عندما كانت زوجة الممثل البريطاني ديفيد ماكالام. وقد قيل أن برونسون الذي شارك العمل مع ماكالام في فيلم «الهروب الكبير» قال له: أنا سوف أتزوج زوجتك، وبعد ذلك بسنتين تزوجها بالفعل وكانت زيجته الثانية.

## وفاته
توفي برونسون في 30 أغسطس 2003 من جراء مرض ذات الرئة أثناء معاناته من مرض الزهايمر في DHMC Leb NH. بعد أن كان يعاني من ضعف عام في الصحة بعد إجراء جراحة hip replacement في شهر أغسطس 1998. دفن في براونزفيل، فيرمونت بالقرب من منزله الذي امتلكه لمدة 30 عاماً في وست وندسور

## أفلامه الكاملة
| - You're In The Navy Now (1951 ‏) (uncredited) - The People Against O'Hara (1951) (uncredited) - The Mob ‏ (1951) (uncredited) - The Marrying Kind (1952 ‏) (uncredited) - إداناتي الستة (فيلم) (1952) (uncredited) - Pat and Mike (1952) (uncredited) - Red Skies of Montana (1952) (uncredited) - Diplomatic Courier (1952) (uncredited) - Bloodhounds of Broadway (1952) (uncredited) - The Clown (1952) (uncredited) - Battle Zone ‏ (1952) (uncredited) - Off Limits(1953 ‏) (uncredited) - Torpedo Alley (1953) (uncredited) - بيت من الشمع (فيلم 1953) (1953) - Miss Sadie Thompson (1953) - Crime Wave ‏ (1954 ‏) - Tennessee Champ (1954) - Riding Shotgun (1954) - Apache (1954) - Vera Cruz ‏ (1954) - Drumbeat (1954) - Big House USA 1955 ‏ - Target Zero(1955) - يوبال بن لامك (1956 ‏) - Run of the Arrow ([[1957 in film\|1957) - Gang War (1958 ‏) - Machine-Gun Kelly (1958) - Showdown At Boot Hill (1958) - When Hell Broke Loose (1958) - Never So Few (1959 ‏) - السبعة الرائعون (1960 ‏) - Master of the World (1961 ‏) - A Thunder of Drums (1961) - X-15 (1961) - Kid Galahad (1962 ‏) - الهروب الكبير (1963) - 4 for Texas (1963) - Battle of the Bulge (1965 ‏) - الطيطوي (1965) - This Property Is Condemned (1966 ‏) - The Dirty Dozen (1967 ‏) - Guns For San Sebastian (1967) | - Honor Among Thieves (1968 ‏) - Villa Rides (1968) - حدث ذات مرة في الغرب (1968) - Lola (1969 ‏) - Le Passager de la Pluie ‏ (1969) - You Can't Win 'em All (1970 ‏) - The Family ‏ (1970) - Cold Sweat ‏ (1970) - 1971) Someone behind the door - Red Sun (1971) - Chato's Land (1971) - The Valachi Papers ‏ (1972 ‏) - الميكانيك ‏ (1972) - The Stone Killer (1973 ‏) - Chino (1973) - Mr. Majestyk (1974 ‏) - Death Wish ‏ (1974) - Breakout (1975 ‏) - Breakheart Pass (1975) - Hard Times (1975) - من الظهر حتى الثالثة (1975) - St. Ives ‏ (1976 ‏) - Raid On Entebbe (1976) - Telefon (1977 ‏) - The White Buffalo (1977) - Love and Bullets (1978 ‏) - Caboblanco (1979 ‏) - Borderline (1980 ‏) - Death Hunt (1981 ‏) - Death Wish II (1982 ‏) - من العاشرة حتى منتصف الليل (1983 ‏) - The Evil That Men Do (1984 ‏) - Death Wish 3 (1985 ‏) - فعل انتقامي (1985) (TV) - Murphy's Law ‏ (1986 ‏) - 1987) Assassination - Death Wish 4: The Crackdown (1987) - Messenger of Death (1988 ‏) - Kinjite: Forbidden Subjects (1988) - The Indian Runner (1991 ‏) - Death Wish V: The Face of Death (1992 ‏) |

### الأفلام التليفزيونية
- This Rugged Land (1962)
- Guns of Diablo (1964)
- Luke and The Tenderfoot (1965)
- The Meanest Men in the West (1967)
- The Bull of the West (1971)
- Raid On Entebbe (1976)
- (1986) فعل انتقامي
- Yes Virginia, There Is a Santa Claus (1991)
- Donato and Daughter (1993)
- The Sea Wolf (1993)
- A Family of Cops (1995)
- Breach of Faith: A Family of Cops 2 (1997)
- Family of Cops 3 (1999)

## وصلات خارجية
- تشارلز برونسون على موقع IMDb (الإنجليزية)
- تشارلز برونسون على موقع ميتاكريتيك (الإنجليزية)
- تشارلز برونسون على موقع الموسوعة البريطانية (الإنجليزية)
- تشارلز برونسون على موقع روتن توميتوز (الإنجليزية)
- تشارلز برونسون على موقع مونزينجر (الألمانية)
- تشارلز برونسون على موقع ألو سيني (الفرنسية)
- تشارلز برونسون على موقع تيرنر كلاسيك موفيز (الإنجليزية)
- تشارلز برونسون على موقع أول موفي (الإنجليزية)
- تشارلز برونسون على موقع قاعدة بيانات الأفلام السويدية (السويدية)
- تشارلز برونسون على موقع إن إن دي بي (الإنجليزية)
- (بالإنجليزية) تشارلز برونسون في قاعدة بيانات الأفلام على الإنترنت
- (بالإنجليزية) تشارلز برونسون
- (بالإنجليزية) تشارلز برونسون
- (بالإنجليزية) تشارلز برونسون من الموقع الكندي نسخة محفوظة 14 أبريل 2009 على موقع واي باك مشين.
- (بالإنجليزية) موقع المعجبين اليابانيين
- (بالإنجليزية) Legends of Charles Bronson on Webtertainment.tv Sketch Comedy Shorts
- (بالإنجليزية) Charles Bronson Appearances on Tough Guys Webcomic